# Storbritanniens Grand Prix 2018
Storbritanniens Grand Prix 2018, officiellt Formula 1 2018 Rolex British Grand Prix, var ett Formel 1-lopp som kördes 8 juli 2018 på Silverstone Circuit utanför Silverstone i Storbritannien. Loppet var det tionde av sammanlagt tjugoen deltävlingar ingående i Formel 1-säsongen 2018 och kördes över 52 varv.

## Kval
| Pos.                    | Nr | Förare            | Konstruktör               | Kvaltider | Kvaltider | Kvaltider | Start- grid |
| Pos.                    | Nr | Förare            | Konstruktör               | Q1        | Q2        | Q3        | Start- grid |
| ----------------------- | -- | ----------------- | ------------------------- | --------- | --------- | --------- | ----------- |
| 1                       | 44 | Lewis Hamilton    | Mercedes                  | 1.26,818  | 1.26,256  | 1.25,892  | 1           |
| 2                       | 5  | Sebastian Vettel  | Ferrari                   | 1.26,585  | 1.26,372  | 1.25,936  | 2           |
| 3                       | 7  | Kimi Räikkönen    | Ferrari                   | 1.27,549  | 1.26,483  | 1.26,483  | 3           |
| 4                       | 77 | Valtteri Bottas   | Mercedes                  | 1.27,025  | 1.26,413  | 1.26,217  | 4           |
| 5                       | 33 | Max Verstappen    | Red Bull Racing-TAG Heuer | 1.27,309  | 1.27,013  | 1.26,602  | 5           |
| 6                       | 3  | Daniel Ricciardo  | Red Bull Racing-TAG Heuer | 1.27,979  | 1.27,369  | 1.27,099  | 6           |
| 7                       | 20 | Kevin Magnussen   | Haas-Ferrari              | 1.28,143  | 1.27,730  | 1.27,244  | 7           |
| 8                       | 8  | Romain Grosjean   | Haas-Ferrari              | 1.28,086  | 1.27,522  | 1.27,455  | 8           |
| 9                       | 16 | Charles Leclerc   | Sauber-Ferrari            | 1:27.962  | 1:27.790  | 1:27.879  | 9           |
| 10                      | 31 | Esteban Ocon      | Force India-Mercedes      | 1.28,279  | 1.27,843  | 1.28,194  | 10          |
| 11                      | 27 | Nico Hülkenberg   | Renault                   | 1.28,017  | 1.27,901  |           | 11          |
| 12                      | 11 | Sergio Pérez      | Force India-Mercedes      | 1.28,210  | 1.27,928  |           | 12          |
| 13                      | 14 | Fernando Alonso   | McLaren-Renault           | 1.28,187  | 1.28,139  |           | 13          |
| 14                      | 10 | Pierre Gasly      | Scuderia Toro Rosso-Honda | 1.28,399  | 1.28,343  |           | 14          |
| 15                      | 9  | Marcus Ericsson   | Sauber-Ferrari            | 1.28,249  | 1.28,391  |           | 15          |
| 16                      | 55 | Carlos Sainz Jr.  | Renault                   | 1.28,456  |           |           | 16          |
| 17                      | 2  | Stoffel Vandoorne | McLaren-Renault           | 1.29,096  |           |           | 17          |
| 18                      | 35 | Sergey Sirotkin   | Williams-Mercedes         | 1:29.252  |           |           | Depå        |
| —                       | 18 | Lance Stroll      | Williams-Mercedes         | Ingen tid |           |           | Depå        |
| —                       | 28 | Brendon Hartley   | Scuderia Toro Rosso-Honda | Ingen tid |           |           | Depå        |
| 107 %-gränsen: 1.32,645 |    |                   |                           |           |           |           |             |
| Källor:                 |    |                   |                           |           |           |           |             |

## Lopp
| Pos.    | Nr | Förare            | Konstruktör               | Varv | Tid/Bröt    | Grid | Poäng |
| ------- | -- | ----------------- | ------------------------- | ---- | ----------- | ---- | ----- |
| 1       | 5  | Sebastian Vettel  | Ferrari                   | 52   | 1:27.29,784 | 2    | 25    |
| 2       | 44 | Lewis Hamilton    | Mercedes                  | 52   | +2,264      | 1    | 18    |
| 3       | 7  | Kimi Räikkönen    | Ferrari                   | 52   | +3,652      | 3    | 15    |
| 4       | 77 | Valtteri Bottas   | Mercedes                  | 52   | +8,883      | 4    | 12    |
| 5       | 3  | Daniel Ricciardo  | Red Bull Racing-TAG Heuer | 52   | +9,500      | 6    | 10    |
| 6       | 27 | Nico Hülkenberg   | Renault                   | 52   | +28,220     | 11   | 8     |
| 7       | 31 | Esteban Ocon      | Force India-Mercedes      | 52   | +29,930     | 10   | 6     |
| 8       | 14 | Fernando Alonso   | McLaren-Renault           | 52   | +31,115     | 13   | 4     |
| 9       | 20 | Kevin Magnussen   | Haas-Ferrari              | 52   | +33,188     | 7    | 2     |
| 10      | 10 | Pierre Gasly      | Scuderia Toro Rosso-Honda | 52   | +34,129     | 14   | 1     |
| 11      | 11 | Sergio Pérez      | Force India-Mercedes      | 52   | +34,708     | 12   | —     |
| 12      | 2  | Stoffel Vandoorne | McLaren-Renault           | 52   | +35,774     | 17   | —     |
| 13      | 18 | Lance Stroll      | Williams-Mercedes         | 52   | +38,106     | Depå | —     |
| 14      | 35 | Sergey Sirotkin   | Williams-Mercedes         | 52   | +48,113     | Depå | —     |
| 15      | 33 | Max Verstappen    | Red Bull Racing-TAG Heuer | 46   | Bromsar     | 5    | —     |
| Bröt    | 8  | Romain Grosjean   | Haas-Ferrari              | 37   | Kollision   | 8    | —     |
| Bröt    | 55 | Carlos Sainz Jr.  | Renault                   | 37   | Kollision   | 16   | —     |
| Bröt    | 9  | Marcus Ericsson   | Sauber-Ferrari            | 31   | Avåkning    | 15   | —     |
| Bröt    | 16 | Charles Leclerc   | Sauber-Ferrari            | 18   | Hjul        | 9    | —     |
| Bröt    | 28 | Brendon Hartley   | Scuderia Toro Rosso-Honda | 1    |             | Depå | —     |
| Källor: |    |                   |                           |      |             |      |       |